# Volugrafo

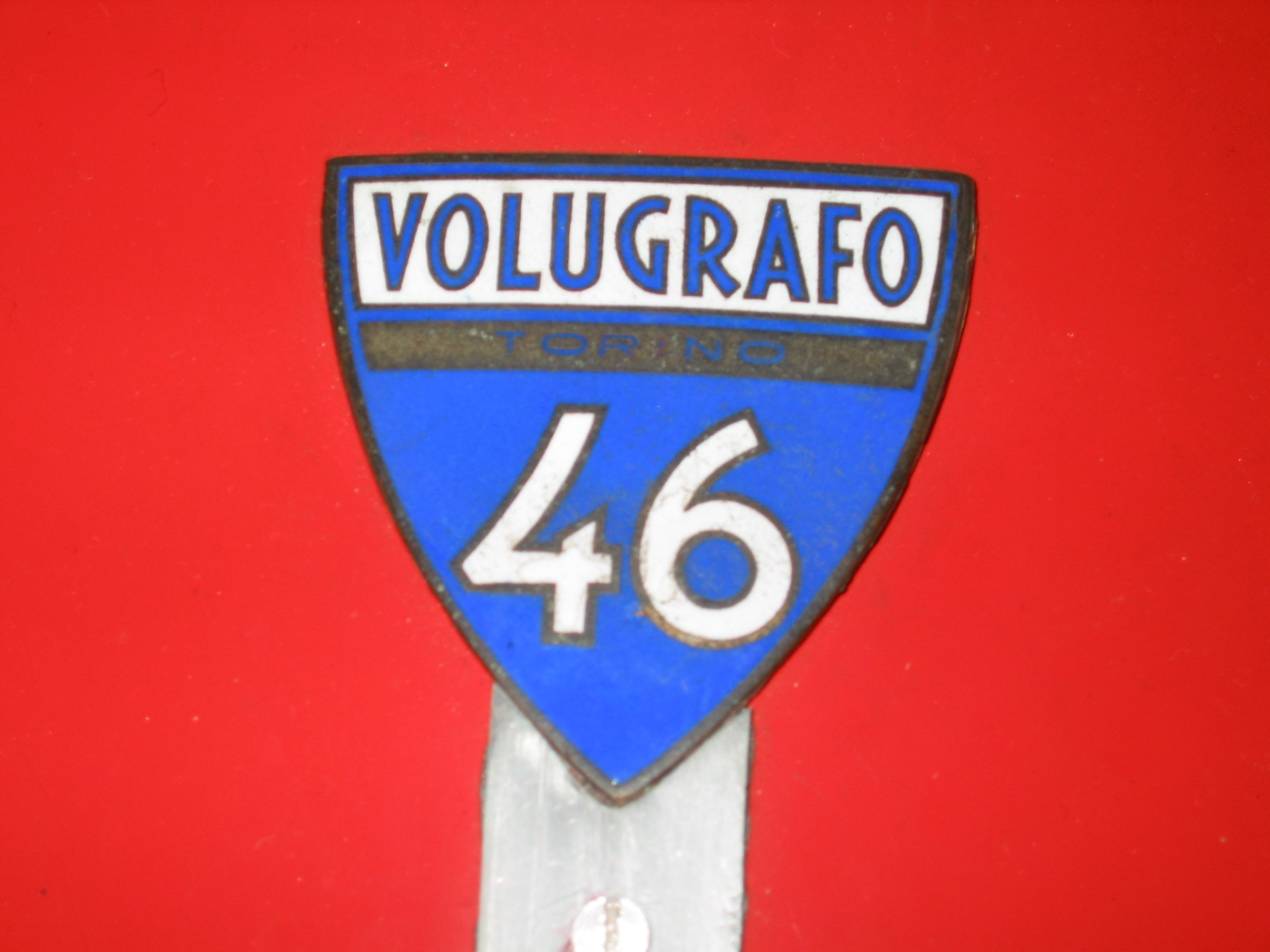
Emblem

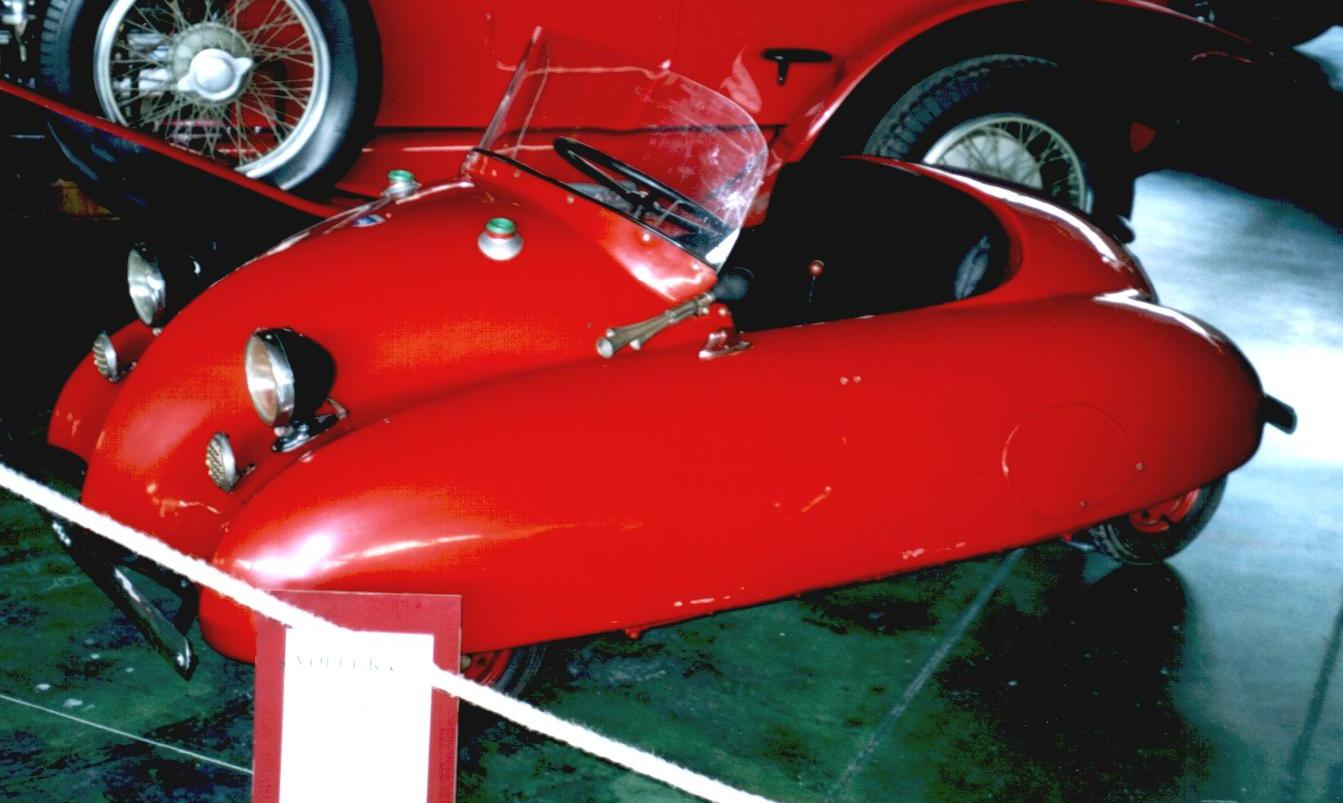
Volugrafo Bimbo 46 im Automuseum Leuze

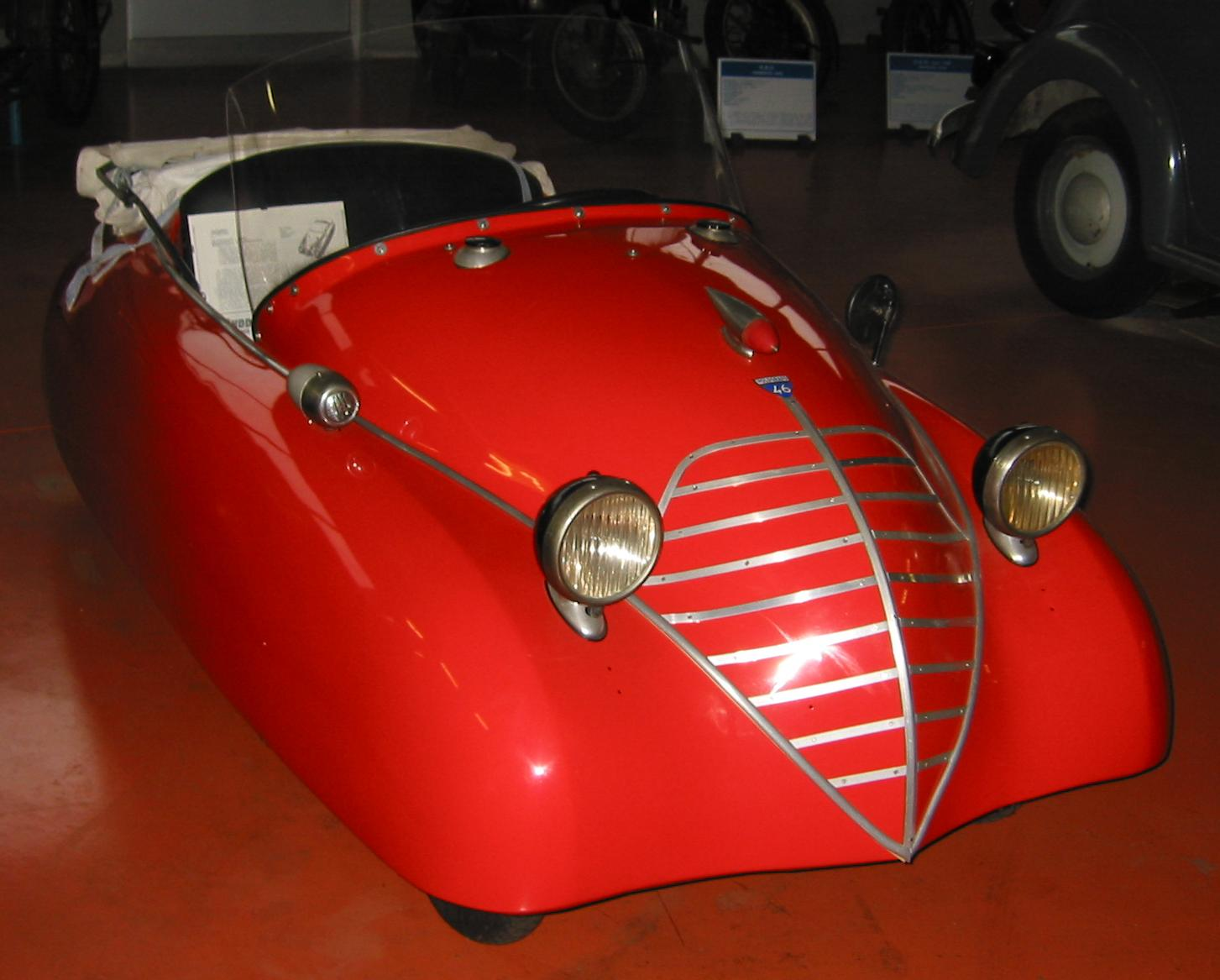
Volugrafo Bimbo 46 im Automuseum Farra d’Isonzo

Officine Meccaniche Volugrafo war ein italienisches Unternehmens, das nach dem Zweiten Weltkrieg in Turin außer Kleinstmotorrädern, Anhängern, Flugzeugteilen und Benzinzapfsäulen auch kurzzeitig einen Kleinstwagen produzierte.

## Entwicklung
Der Ingenieur und Automobilrennfahrer Vittorio Belmondo entwickelte das Volugrafo Bimbo 46 genannte Fahrzeug, das im November 1945 vorgestellt und ab Frühjahr 1946 produziert wurde. 1948 endete die Produktion nach etwa 60 Exemplaren.

## Fahrgestell
Das Fahrzeug hatte einen Rohrrahmen und eine geringe Spurweite von nur 78 cm. Die vollverkleideten Vorderräder waren an gleich langen Doppelquerlenkern geführt und Lenkbewegungen vom großen Lenkrad wurden mit einer Kette übertragen.

## Karosserie
Die offene, türlose Karosserie barg eine Sitzbank, auf der zur Not zwei Personen nebeneinander sitzen konnten. Das Lenkrad saß ein Stück links der Fahrzeugmitte. Bei einer Fahrzeuglänge von 2,4 Metern betrug die Höhe 90 Zentimeter. Es gab ein dünnes Stoffverdeck ohne Seitenteile als Wetterschutz.

## Technik
Als Antrieb diente ein luftgekühlter Einzylindermotor mit 125 cm³ Hubraum und 5 PS (3,7 kW), der vor dem linken Hinterrad installiert war und es über eine Kette antrieb. Es gab auch eine Sportversion mit dem gleichen Antriebssatz zusätzlich am rechten Hinterrad.

## Verbleib der Fahrzeuge
Mindestens fünf Fahrzeuge haben überlebt, wovon zwei im Musée Communal de l’Automobile Mahymobiles in Leuze-en-Hainaut und im Museo Ford Gratton in Farra d’Isonzo (Italien) ausgestellt sind. Auf den Fotos sieht man kleine Unterschiede zwischen den beiden Fahrzeugen, zum Beispiel die Frontverzierung, den Außenspiegel und das Verdeck.